# Alfred Pearce Gould
Alfred Pearce Gould (2 gennaio 1852 – Ashburton, 19 aprile 1922) è stato un chirurgo inglese.

## Carriera
Studiò presso l'Amersham Hall School a Caversham e poi all'University College, Londra.
Divenne assistente all'Westminster Hospital e tenne conferenze presso la Medical School (1877-1887). Poi divenne assistente chirurgo presso il Middlesex Hospital e Preside della Facoltà di Medicina (1886-1892).
Egli era particolarmente interessato alla causa e il trattamento del cancro.
Durante la prima guerra mondiale fu maggiore responsabile della divisione chirurgica di un ospedale. Venne promosso a tenente-colonnello nel 1915.

## Matrimoni
Si sposò due volte ed ebbe tre figli e cinque figlie. Il suo secondo figlio, Eric Lush Pearce Gould divenne un chirurgo presso il Middlesex Hospital. Un terzo figlio, Alfred serviva nella Royal Navy ed è stato ucciso in guerra.